# Pinselnotizen
Pinselnotizen oder Pinselaufzeichnungen (chinesisch 筆記 / 笔记, Pinyin bǐjì) sind eine schwer abgrenzbare Gattung von Kurzprosa überwiegend aus der klassischen chinesischen Literatur. Das Wort lässt sich grob mit „Notizbuch“ oder „Aufzeichnungen“ übersetzen (als Schreibmaterial diente der Schreibpinsel). 
Pinselnotizen bestehen meist aus kurzen Gedankenskizzen, Literaturkritik, Tagebuchaufzeichnungen, Anekdoten, Zitaten, auch Reiseberichten, Abenteuer- und Geistergeschichten, Witzen, Rätseln und Kleinprosa jeglicher Art. 
Das Genre bildete sich während der Wei- und Jin-Dynastie in der Zeit der Sechs Dynastien heraus und reifte in der Zeit der Tang-Dynastie heran. In voller Blüte stand die Biji-Literatur während der Zeit der Song-Dynastie. Auch in späteren Epochen wurde diese Literaturgattung ausgiebig gepflegt.
Die Prosastücke wurden oft in Sammlungen herausgegeben und sind heute als wertvolle kulturgeschichtliche Quellen geschätzt.
Berühmte Pinselnotizen sind die Werke Shishuo xinyu (世說新語) von Liu Yiqing (劉義慶) (Song-Dynastie der Südlichen Dynastien), Youyang zazu (酉陽雜俎) von Duan Chengshi (Tang-Dynastie), Song Jingwen biji (宋景文笔记) von Song Qi (宋祁) (Song-Dynastie), Chouchi biji (仇池笔记) von Su Shi (苏轼), Mengxi bitan (夢溪筆談) von Shen Kuo (auch: Shen Gua) (沈括) (Song-Dynastie) und Rongzhai suibi (容齋隨筆) von Hong Mai (Song-Dynastie), Dongjing meng Hua lu (東京夢華錄) von Meng Yuanlao (孟元老) (Südliche Song-Dynastie), Shanju xinhua (山居新话) von Yang Yu (杨瑀) Yuan-Dynastie, Wuli xiaoshi (物理小識) von Fang Yizhi (Ming-Dynastie), Yuewei caotang biji (閱微草堂筆記) von Ji Yun (紀昀) (Qing-Dynastie).
Viele Pinselnotizen sind in sogenannten congshu („Sammelwerken“) überliefert, wie beispielsweise dem Shuofu (说郛), oder für spätere Epochen den Sammelwerken Ming Qing biji congkan (明清笔记丛刊) oder „Qingdai biji congkan“ (清代笔记丛刊).